# ملكة جمال الكون 1971
ملكة جمال الكون عام 1971 هي مسابقة ملكة جمال الكون العشرين في تاريخ مسابقة ملكة جمال الكون منذ انطلاقتها عام 1952، عقدت المسابقة في 24 يوليو 1971 في قاعة ميامي بيتش في ميامي بيتش، فلوريدا، الولايات المتحدة، شاركت في المنافسة 60 متسابقة من بلدان وأقاليم حول أنحاء العالم، في نهاية الحدث توجت جورجينا رزق من لبنان من قبل ملكة جمال الكون السابقة ماريسول مالاريت من بورتوريكو.

## النتائج

### المراكز النهائية

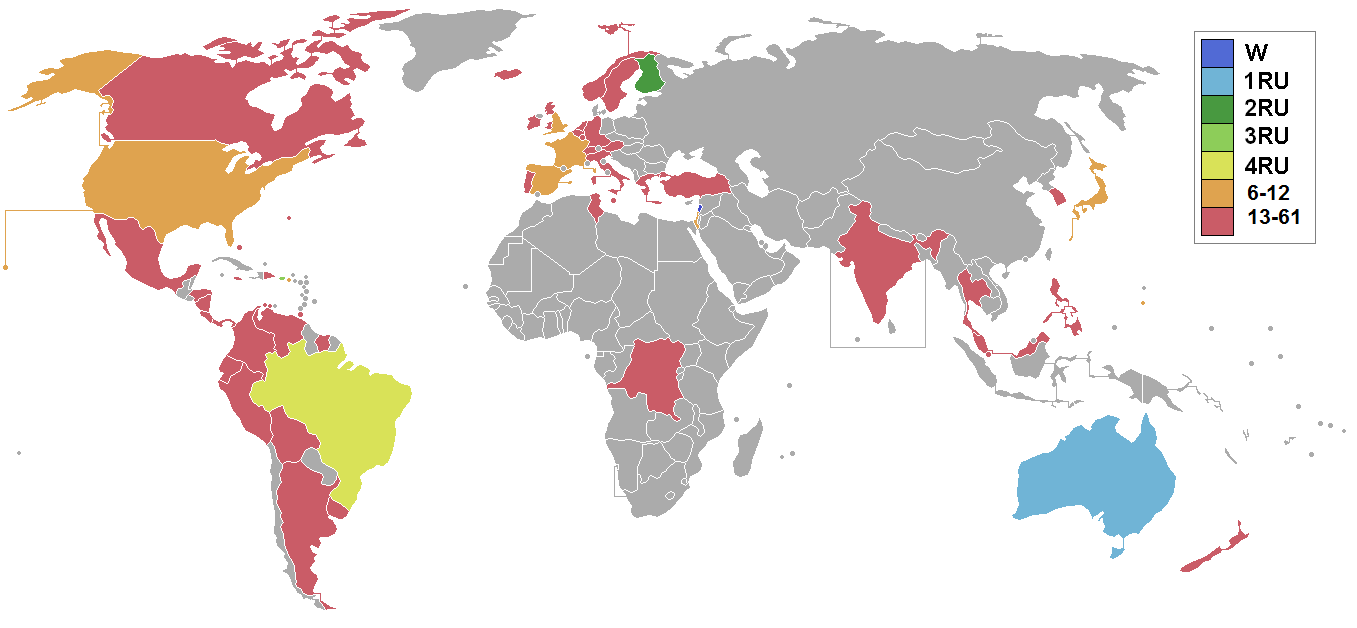
الدول والأقاليم المتنافسة والنتائج مسابقة ملكة جمال الكون 1971

| النتائج النهائية     | المتنافسة |
| -------------------- | --- |
| ملكة جمال الكون 1971 | - لبنان - جورجينا رزق |
| الوصيفة الأولى       | - أستراليا - توني رايوارد |
| الوصيفة الثانية      | - فنلندا - بيرجو ليتيلا |
| الوصيفة الثالثة      | - بورتوريكو - ببا فرانكو |
| الوصيفة الرابعة      | - البرازيل - إليان غيماريس |
| أفضل 12              | - إنجلترا - مارلين وارد - فرنسا - ميريام ستوكو - إسرائيل - استر أرغاد - اليابان - شيجيكو تاكيتومي - أسبانيا - جوزيفينا رومان - الولايات المتحدة - ميشيل مكدونالد - جزر العذراء الأمريكية - شيري كريك |

### جوائز خاصة
| جوائز خاصة         | المتنافسة                           |
| ------------------ | ----------------------------------- |
| ملكة جمال اللطافة  | - بيرو - ماغنوليا مارتينيز          |
| ملكة جمال الجاذبية | - الفلبين - فيدا فالنتينا دوريا     |
| أفضل زي وطني       | - المكسيك - ماريا لويزا لوبيز كورزو |

## المتسابقات
- الأرجنتين - ماريا ديل كارمن فيدال
- أروبا - فيسينتا فاليتا مادورو
- استراليا - توني سوزان رايوارد
- النمسا - إديلترود نويباور
- البهاما - موريل تيراه رامينج
- بلجيكا - مارتين ياسمين دي هيرت
- برمودا - رينيه فوربيرت
- بوليفيا - آنا ماريا لانديفار
- البرازيل - إليان باريرا غيماريش
- كندا - لانا درويار
- كولومبيا - بيداد ميخيا تروخيو
- الكونغو - مارتين موالوك
- كوستاريكا - روزا ماريا ريفيرا
- كوراساو - ماريا فونهوجن
- جمهورية الدومنيكان - ساجاريو رييس
- الإكوادور - خيمينا مورينو أوتشوا
- انجلترا - مارلين آن وارد
- فنلندا - بيرجو أينو إيرين لاتيلا
- فرنسا - ميريام ستوكو
- ألمانيا - فيرا كيرست
- اليونان - أنجيلا كاراياني
- غوام - ليندا ماريانو أفيلا
- هولندا - لورا مولدر سنيد
- هندوراس - دنيا أراسيلي أورتيغا
- أيسلندا - غاثرون فيلغاثدوتير
- الهند - راج جيل
- أيرلندا - ماري هيوز
- إسرائيل - إستر أورجود
- إيطاليا - مارا بالفاريني
- جامايكا - سوزيت مارلين رايت
- اليابان - شيجيكو تاكيتومي
- كوريا - نو مي يه
- لبنان - جورجينا رزق
- لوكسمبورغ - مارييت فرانسواز فاي
- ماليزيا - إيفيت باتيرمان
- مالطا - فيليسيتي سيليا كاربوت
- المكسيك - ماريا لويزا لوبيز كورزو
- نيوزيلندا - ليندا جين ريتشي
- نيكاراغوا - زيومارا باجواغا رودريغيز
- النرويج - روبي ريتان
- بنما - غلاديس إيسازا
- بيرو - ماجنوليا مارتينيز
- الفلبين - فيدا فالنتينا فرنانديز دوريا
- البرتغال - ماريا سيلميرا بيريرا باوليث
- بورتوريكو - ببا فرانكو
- اسكتلندا - إليزابيث مونتغمري
- سنغافورة - جيني سير وانغ
- إسبانيا - جوزيفينا رومان غوتيريز
- سورينام - مارسيل دارو
- السويد - فيفيان أويهانين
- سويسرا - أنيتا أندريني
- تايلاند - واروني سانجسيرينافين
- ترينيداد وتوباغو - سالي كارامات
- تونس - عايدة مزالي
- تركيا - فيليز فورال
- أوروغواي - ألبا تيشيرا
- الولايات المتحدة - ميشيل ماكدونالد †
- فنزويلا - جانيت دونزيلا
- جزر العذراء الأمريكية - شيري رافيليا كريك
- ويلز - داون كاتر

## الروابط الخارجية
- موقع ملكة جمال الكون الرسمي